# Escuma viscoelàstica

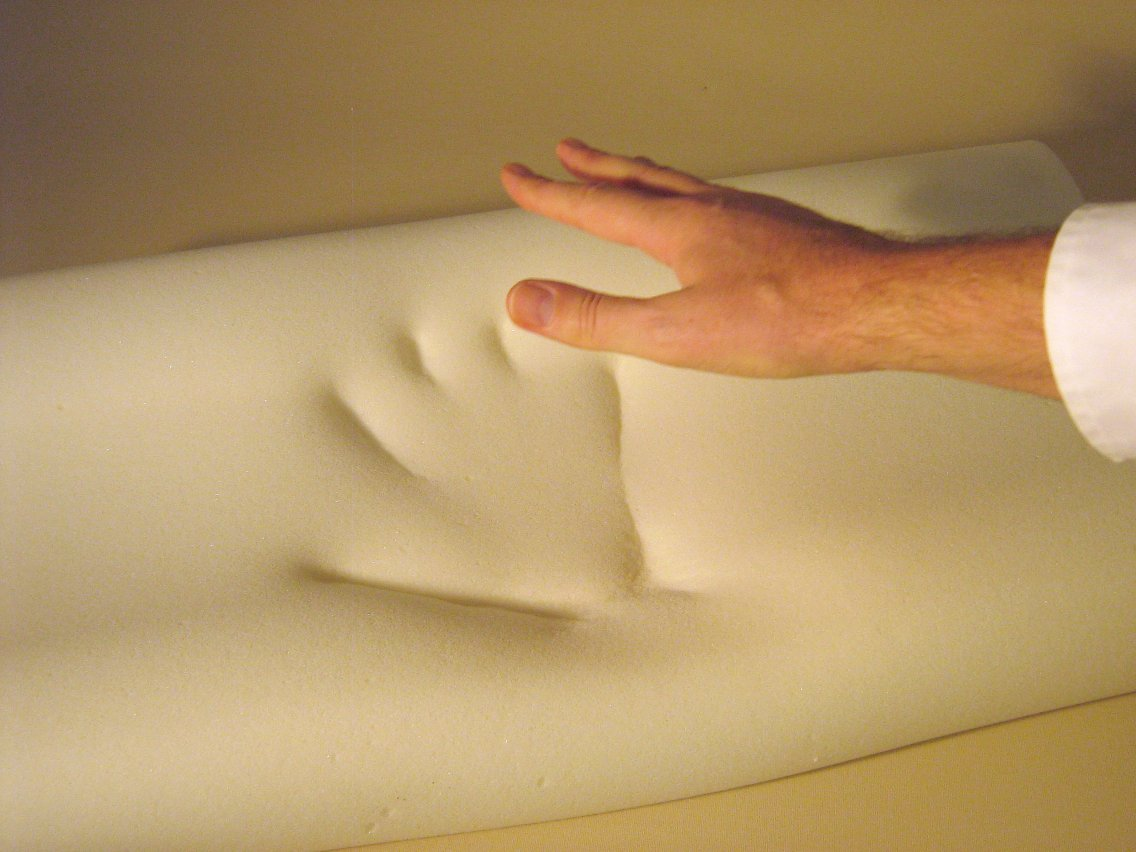
Escuma de memòria

L'escuma de memòria o escuma viscoelàstica, consisteix principalment en poliuretà amb productes químics addicionals que augmenten la seva viscositat i densitat, amb un disseny especial per aconseguir l'efecte de memòria. També es coneix com escuma de poliuretà " viscoelàstica " o escuma de poliuretà de baixa resistència ( LRPu ). Les bombolles d'escuma o "cèl·lules" estan obertes, creant efectivament una matriu a través de la qual es pot moure l'aire. L'escuma de memòria de major densitat s'estova com a reacció a la calor corporal, cosa que li permet modelar-se a un cos càlid en pocs minuts. Les escumes més noves poden recuperar la seva forma original més ràpidament.

## Mecànica
L'escuma de memòria deriva les seves propietats viscoelàstiques de diversos efectes, a causa de l'estructura interna del material. L' efecte xarxa és la força que treballa per restaurar l'estructura de l'escuma quan es deforma. Aquest efecte el genera el material porós deformat empenyent cap a fora per restaurar la seva estructura contra una pressió aplicada. Tres efectes funcionen contra l'efecte xarxa, alentint la regeneració de l'estructura original de l'escuma:
- L' efecte pneumàtic, provocat pel temps que triga l'aire a fluir a l'estructura porosa de l'escuma.
- L' efecte d'adhesió, causat per l'adhesió de les superfícies dins de l'escuma, que funcionen contra la descompressió ja que els porus interns de l'escuma es pressionen conjuntament.
- L' efecte de relaxació (la més forta de les tres forces que treballen contra l'expansió), provocat pel fet que el material de l'escuma està a prop de la seva temperatura de transició vítria, limitant la seva mobilitat, forçant qualsevol canvi a ser gradual i frenant l'expansió de l'escuma un cop s'ha eliminat la pressió.aplicada.

Els efectes depenen de la temperatura, de manera que l'interval de temperatura en què l'escuma de memòria conserva les seves propietats és limitat. Si fa massa fred, s'endureix. Si fa massa calor, actua com les escumes convencionals, recuperant ràpidament la seva forma original. La física subjacent d'aquest procés es pot descriure per fluència polimèrica.
Els efectes pneumàtics i adhesius estan fortament correlacionats amb la mida dels porus de l'escuma de memòria. Els porus més petits condueixen a una superfície interna més gran i un flux d'aire reduït, augmentant l'adhesió i els efectes pneumàtics. Així, les propietats de l'escuma es poden controlar canviant l'estructura cel·lular i la porositat. La seva temperatura de transició vítrea també es pot modular mitjançant l'ús d'additius en el material de l'escuma.
Les propietats mecàniques de l'escuma de memòria poden afectar la comoditat dels matalassos produïts amb ella. També hi ha un compromís entre comoditat i durabilitat. Algunes escumes de memòria poden tenir una estructura cel·lular més rígida, la qual cosa comporta una distribució més feble del pes, però una millor recuperació de l'estructura original, la qual cosa comporta una millora de la ciclabilitat i la durabilitat. L'estructura cel·lular més densa també pot resistir la penetració del vapor d'aigua, la qual cosa comporta una reducció de la intempèrie i una millor durabilitat i aspecte general.

## Història

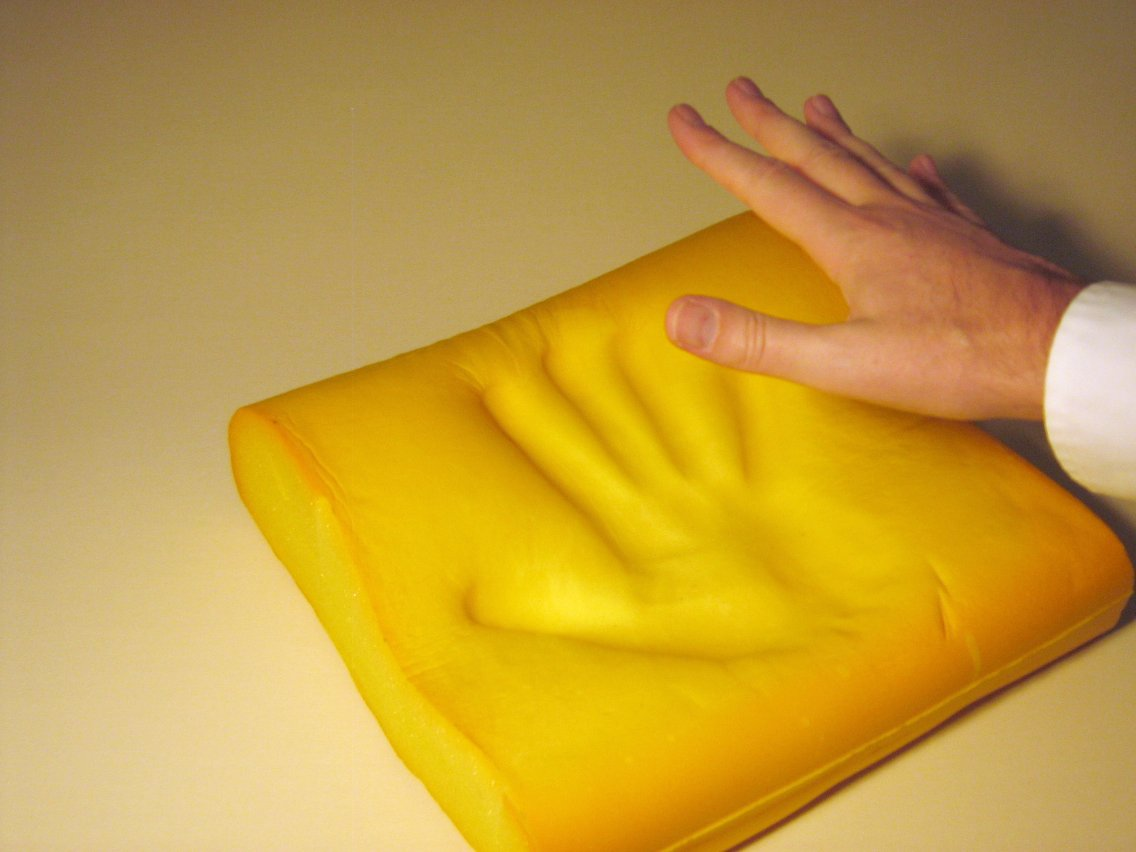
Espuma de memòria amb un retorn elàstic més lent que l'escuma de dalt. Observeu el groguenc característic del poliuretà causat per l'exposició a la llum.

L'escuma de memòria es va desenvolupar l'any 1966 sota un contracte del Centre de Recerca Ames de la NASA per millorar la seguretat dels coixins d'avions. L'escuma de memòria sensible a la temperatura es va anomenar inicialment "slow spring back foam" "escuma de retorn lenta"; la majoria l'anomenaven "escuma temperada". Creada alimentant gas a una matriu de polímer, tenia una estructura sòlida de cèl·lules obertes que igualava la pressió contra ella, però tornava lentament a la seva forma original.
La comercialització posterior de l'escuma va incloure l'ús en equips mèdics com ara coixinets de taules de raigs X i equips esportius com els folres de casc de futbol americà/canadenc.
Quan la NASA va llançar l'escuma de memòria al domini públic a principis de la dècada de 1980, Fagerdala World Foams va ser una de les poques empreses disposades a treballar-hi, ja que el procés de fabricació continuava sent difícil i poc fiable. El seu producte de 1991, el matalàs suec Tempur-Pedic, finalment va conduir a l'empresa de matalassos i coixins Tempur World.
L'escuma de memòria es va utilitzar posteriorment en entorns mèdics. Per exemple, quan els pacients havien d'estar immòbils al llit, en un matalàs ferm, durant un període no saludable, la pressió sobre algunes de les regions del seu cos alterava el flux sanguini, causant úlceres per pressió o gangrena. Els matalassos d'escuma de memòria van reduir significativament aquests esdeveniments, així com els matalassos d'aire a pressió alterna.
L'escuma de memòria era inicialment massa cara per a un ús generalitzat, però es va tornar més barata. Els seus usos domèstics més habituals són els matalassos, els coixins, les sabates i les mantes. Té usos mèdics, com ara coixins de seient de cadira de rodes, coixins de llit d'hospital i encoixinat per a persones que pateixen dolor a llarg termini o problemes posturals.

### Gel
La retenció de calor pot ser un desavantatge quan s'utilitza en matalassos i coixins, de manera que en l'escuma de memòria de segona generació, les empreses van començar a utilitzar l'estructura de cèl·lules obertes per millorar la transpirabilitat.
L'any 2006 es va introduir la tercera generació d'escuma de memòria. El gel visco o l'escuma de memòria de gel consisteix en partícules de gel fusionades amb escuma visco per reduir la calor corporal atrapada, accelerar el temps de retorn de la primavera i ajudar el matalàs a sentir-se més suau. Aquesta tecnologia va ser desenvolupada i patentada originalment per Peterson Chemical Technology, i els matalassos de gel es van fer populars amb el llançament de la línia iComfort de Serta i la línia Beautyrest de Simmons el 2011. A continuació, es va desenvolupar l'escuma de memòria infusió de gel amb el que es va descriure com a "perles" que contenien el gel que, com a material de canvi de fase, va aconseguir l'estabilització de la temperatura desitjada o l'efecte de refredament canviant d'un "estat" sòlid a un líquid dins de la càpsula.. El canvi d'estat físic pot alterar significativament les propietats d'absorció de calor d'un element.
Des del desenvolupament de l'escuma de memòria en gel, s'han afegit altres materials. L'àloe vera, l'extracte de te verd i el carbó activat s'han combinat amb ell per reduir les olors i fins i tot proporcionar aromateràpia mentre dorms. El raió s'ha utilitzat en fundes de matalassos teixides sobre llits d'escuma de memòria per eliminar la humitat del cos per augmentar la comoditat. Els materials de canvi de fase (PCM) també s'han utilitzat en fundes de coixins d'escuma de memòria, llits i coixins de matalassos. Els materials diferents del poliuretà també tenen les propietats necessàries per fer escuma de memòria. El tereftalat de polietilè, un d'aquests materials polimèrics, ofereix certs avantatges respecte al poliuretà, com ara la reciclabilitat, la lleugeresa i l'aïllament tèrmic.

## Matalassos
En un matalàs, l'escuma aconsegueix adaptar-se a tots els punts del cos que té al damunt. Tanmateix, utilitza la calor de la persona per canviar i adaptar-se a la forma del seu cos. Durant aquesta gradual adaptació, s'aconsegueix distribuir la pressió de cada part l'escuma a tots els punts del cos en contacte, amb una distribució de forces paral·leles com les del llit d'un faquir.
Un matalàs d'escuma de memòria acostuma a ser més dens que els altres matalassos d'escuma, el que fa que sigui més pesat i doni més suport. Els matalassos d'escuma de memòria sovint es venen a preus més alts que els matalassos tradicionals. L'escuma de memòria que s'utilitza en matalassos es fabrica habitualment en densitats que van des de poc menys de 24 kg/m3 fins a 128 kg/m3. La majoria de l'escuma de memòria estàndard té una densitat de 16-80 kg/m3. La roba de llit, com ara els coixinets i les capes de confort dels matalassos, tenen una densitat de 48-72 kg/m 3. Alta densitat com 85 kg/m 3s'utilitza amb poca freqüència.
La propietat de fermesa de l'escuma de memòria (de ferma a suau) s'utilitza per determinar la comoditat. Es mesura per la qualificació de deflexió de la força de indentació (IFD) d'una escuma. Tanmateix, no és una mesura completa d'una sensació "suau" o "ferma". Una escuma de major IFD però de menor densitat pot sentir-se suau quan es comprimeix.
L'IFD mesura la força en newtons (o lliures-força ) necessària per fer una dentada d'una polzada en una mostra d'escuma de 500 mm x500 mm x100 mm amb un disc de 323  cm2, conegut com a IFD al 25% de compressió. Les classificacions IFD per a escumes de memòria oscil·len entre súper suaus (IFD 10) i semirígides (IFD 12). La majoria dels matalassos d'escuma de memòria són ferms (IFD 12 a IFD 16).
Les escumes de memòria de segona i tercera generació tenen una estructura de cèl·lules obertes que reacciona a la calor i el pes corporals modelant-se al cos de la persona que dorm, ajudant a alleujar els punts de pressió, prevenir les úlceres per pressió, etc. Els fabricants afirmen que això pot ajudar a alleujar els punts de pressió per alleujar el dolor i promoure un son més reparador, tot i que no hi ha estudis objectius que donin suport als beneficis afirmats dels matalassos.
Els matalassos d'escuma de memòria retenen la calor corporal, de manera que poden estar excessivament calents quan fa calor. Tanmateix, les escumes de memòria de tipus gel solen ser més fresques per raó de la seva major transpirabilitat.

### Perills
Les emissions dels matalassos d'escuma de memòria poden causar directament més irritació respiratòria que altres matalassos. L'escuma de memòria, com altres productes poliuretà, pot ser combustible. S'han promulgat lleis en diverses jurisdiccions per exigir que tota la roba de llit, inclosos els articles d'escuma de memòria, sigui resistent a la ignició d'una flama oberta, com ara una espelma o un encenedor de cigarrets. Les lleis dels Estats Units sobre roba de llit que van entrar en vigor el 2010 canvien el Butlletí Cal-117 per a les proves de FR.
Hi ha la preocupació que nivells elevats de PBDE ignífug utilitzat habitualment en l'escuma de memòria puguin causar problemes de salut per a alguns usuaris. Els PBDE ja no s'utilitzen en la majoria d'escumes de roba de llit, especialment a la Unió Europea.
Els fabricants adverteixen que deixar els nadons i els nens petits sense vigilància en matalassos d'escuma de memòria, pot ser perillos ja que poden tenir dificultats per girar-se i poden asfixiar-se-se.
L'Agència de Protecció del Medi Ambient dels Estats Units va publicar dos documents que proposaven normes nacionals d'emissions per a contaminants atmosfèrics perillosos (HAP) sobre emissions perilloses produïdes durant la fabricació de productes d'escuma de poliuretà flexible. Les emissions de HAP associades a la producció d'escuma de poliuretà inclouen clorur de metilè, diisocianat de toluè, cloroform de metil, diisocianat de metilè difenil, òxid de propilè, dietanolamina, metil etil cetona, metanol i toluè. Tanmateix, no s'han classificat totes les emissions químiques associades a la producció d'aquests materials. El clorur de metilè representa més del 98 per cent de les emissions totals de HAP d'aquesta indústria. L'exposició a curt termini a altes concentracions de clorur de metilè també irrita el nas i la gola. Els efectes de l'exposició crònica (a llarg termini) al clorur de metilè en humans impliquen el sistema nerviós central i inclouen mals de cap, marejos, nàusees i pèrdua de memòria. Els estudis en animals indiquen que la inhalació de clorur de metilè afecta el fetge, els ronyons i el sistema cardiovascular. No s'han informat efectes sobre el desenvolupament o la reproducció del clorur de metilè en humans, però estudis limitats en animals han reportat una reducció del pes corporal fetal en rates exposades.